# 日野郵便局
日野郵便局（ひのゆうびんきょく）は東京都日野市にある郵便局。民営化前の分類では集配普通郵便局であった。

## 概要
住所：〒191-8799 東京都日野市宮345

## 沿革
- 1872年8月4日（明治5年7月1日） - 日野郵便取扱所として開設[1]。
- 1875年（明治8年）1月1日 - 日野郵便局（五等）となる。
- 1885年（明治18年）12月1日 - 貯金預所を設置。
- 1887年（明治20年）10月31日 - 貯金預所を廃止。
- 1892年（明治25年）5月16日 - 貯金預所、為替取扱所を設置。
- 1962年（昭和37年）2月11日 - 特定郵便局から普通郵便局に局種別改定する[2]とともに、電話交換業務を日野電報電話局に移管[3]。
- 1964年（昭和39年）3月15日 - 和文電報配達業務を日野電報電話局に移管。
- 1968年（昭和43年）11月25日 - 日野市日野から同市宮に移転。
- 1983年（昭和58年）8月 - 局舎落成。
- 1998年（平成10年）9月1日 - 外国通貨の両替および旅行小切手の売買に関する業務取扱を開始。
- 2007年（平成19年）10月1日 - 民営化に伴い、併設された郵便事業日野支店に一部業務を移管。
- 2012年（平成24年）10月1日 - 日本郵便株式会社の発足に伴い、郵便事業日野支店を日野郵便局に統合。
- 2020年（令和2年）8月21日 - 郵便内務事務担当者1名が新型コロナウイルスに感染したことが判明した為、ATMを含め業務休止[4]（8月23日午前から再開[5]）。
- 2020年（令和2年）8月28日 - 集配事務担当者1名が新型コロナウイルスに感染したことが判明した為、ATMを含め業務休止（集配は同日中に、窓口は8月29日午前に再開）[6]。

## 取扱内容
- 郵便、印紙、ゆうパック、内容証明
- 貯金、為替、振替、振込、国際送金、外貨両替・トラベラーズチェック、国債、投資信託
- 生命保険、バイク自賠責保険、自動車保険、がん保険、引受条件緩和型医療保険
- ゆうちょ銀行ATM
- 日野市内の集配業務
- ゆうゆう窓口

## 周辺
- 日野市役所
- 実践女子大学
- セイコーエプソン（旧オリエント時計）日野事業所
- 都道41号 稲城日野線（川崎街道）
- 国道20号（日野バイパス）
- 都道256号 八王子国立線（甲州街道）
- 浅川

## アクセス
- 多摩都市モノレール線 甲州街道駅から南西へ約1.2km（徒歩約14分）、JR中央本線 日野駅から南東へ約1.5km（徒歩約17分）
- 京王電鉄バス EPSON前停留所下車
- 中央自動車道 国立府中ICから西へ約4km、八王子ICから東へ約6.5km
- 駐車場あり：12台